# Nicejsko vjerovanje
Nicejsko vjerovanje, također Nicejski simbol vjere, proglašeno je na Prvom nicejskom saboru Crkve 325., koji je bio i prvi ekumenski sabor uopće.
Ne smije se ovo vjerovanje zamjenjivati s onim koje će biti nazvao Nicejsko-carigradsko vjerovanje, a proglašeno je 381. na Prvom carigradskom saboru.
Nicejsko vjerovanje prihvaćaju sve kršćanske Crkve.

## Povijesna pozadina
Ispovijedanjem bitnog jedinstva Oca i Sina, ovo je vjerovanje na Prvom nicejskom saboru poslužilo kako bi se opovrgao nauk prezbitera Arija, koji je bio izuzetno popularan među narodom. Prema njegovom nauku, Sin (Isus Krist), premda savršen, bio je tek stvorenje Očevo i Ocu podređen (subordiniran). Tako on nije prihvaćao da bi Otac i Sin bili iste biti (u Aristotelovu značenju grčke riječi ousia, kako ga je prihvatio platonizam i neoplatonizam). U ovome se već jasno vidi utjecaj grčke filozofije i njezinog nazivlja. Stoga Arije nije govorio da je Sin istobitan (homoousios), nego da je sličnobitan (homoiousios) Ocu.
S druge strane, aleksandrijski biskup Aleksandar i sveti Atanazije Aleksandrijski držali su da je Sin istobitan (homoousios) Ocu, te da nije stvoren, nego da je od vječnosti rođen od Oca.
Atanazije i Aleksandar uspjeli su dobiti premoćnu većinu na saboru, a samo su dvojica biskupa glasovala u korist Arija. Kao temelj teksta ovog simbola vjere poslužilo je čini se, vjerovanje što ga je predložio Euzebije Cezarejski koji je prethodno bio Arijev sljedbenik, a potom prihvatio nauk sabora. Tako je proglašeno i Nicejsko vjerovanje, koje će još dodatno potvrditi sljedeći sabori, a osobito Efeški sabor, koji je utvrdio da se Nicejsko vjerovanje ne smije mijenjati.

## Analiza teksta Nicejskog vjerovanja
Tekst Nicejskog vjerovanja (tekst) izravan je odgovor na Arijevo učenje. Vjerovanje je podijeljeno u tri dijela od kojih prvi izriče vjeru u Boga Oca kao jedinoga, Svemogućeg Boga, koji je stvorio cijeli svemir. Treći dio jednostavno izriče vjeru u Duha Svetoga, bez ikakva dodatnog pojašnjenja. Nasuprot tima dvama kratkim dijelovima (člancima), u središtu je ovog simbola vjere mnogo duža rasprava o Isusu Kristu.
Isus Krist nazvan je Gospodinom, Sinom Božjim i jedinorođenim od Oca. S ovim su se tvrdnjama mogli složiti i arijanci, no daljnje tumačenje izričito je protiv njih. Za Sina se kaže da je »iste biti s Ocem« i potom »istobitan s Ocem« (grč. omoousios). Ta istobitnost dočarana je slikama: »Bog od Boga, Svjetlo od Svjetla, pravi Bog od pravoga Boga.« Pojašnjeno je, zatim, da je Sin »rođen«, a ne »stvoren.« Upravo su arijanci tvrdili da je Sin Očevo stvorenje. Konačno, taj Sin, koji je ujedno i pravi Bog, sišao je s nebesa, utjelovio se i postao čovjekom, mučen, uskrsnuo, uzašao na nebo. Neke od ovih tvrdnji kroz sljedeća će stoljeća potaći nove rasprave među kršćanima, te će ih se trebati detaljnije rastumačiti. Sin, koji je istobitan Ocu, na kraju će svijeta »suditi žive i mrtve.« Ova zadnja izjava ponovno predstavlja nešto što su prihvaćali i arijanci.
Iz ovoga se vidi da je rasprava s Arijem bila bitno teološkog karaktera, jer se bavila ponajprije odnosima unutar Presvetog Trojstva.
Ovom simbolu vjere saborski su oci na Prvom nicejskom saboru pridodali i izjavu o osudi (grč. anathema) koja glasi:
»One dakle koji kažu: „Bilo je kad ga [Krista] nije bilo“, i: „Prije nego što se rodio, nije ga bilo“, i: „Iz ničega je načinjen“, ili pak kažu da je druge hipostaze ili biti, ili da je Sin Božji stvoren ili zamjenjiv ili promjenjiv, njih proklinje (grč. anathematizei) Katolička Crkva.«
Time je Arijev nauk konačno proglašen krivovjernim, a njegovi su sljedbenici osuđeni.

## Usporedba s drugim simbolima vjere
Nicejsko vjerovanje pokazuje tekstualnu sličnost sa starijim vjerovanjima koja su kružila na Istoku. Tako postoje slična vjerovanja jeruzalemske, cezarejske, antiohijske i aleksandrijske Crkve.
Trojstveni (trinitarni) oblik simbola, to jest spominjanje vjere u Oca i Sina i Duha Svetoga, prisutan je također i u Apostolskom vjerovanju  izvorni tekst na WikIzvoru: tekst, kao i u ispovijedima vjere prilikom krštenja iz toga doba.
Kasnije Nicejsko-carigradsko vjerovanje  izvorni tekst na WikIzvoru: tekst preuzelo je gotovo doslovno ovaj nicejski simbol vjere, te dodatno razradilo ispovijest vjere u Duha Svetoga.